# Копіна (Вармінсько-Мазурське воєводство)
Копіна (пол. Kopina, нім. Koppeln) — село в Польщі, у гміні Пасленк Ельблонзького повіту Вармінсько-Мазурського воєводства.
Населення — 54 особи (2011).
У 1975-1998 роках село належало до Ельблонзького воєводства.

## Демографія
Демографічна структура станом на 31 березня 2011 року:
|          | Загалом | Допрацездатний вік | Працездатний вік | Постпрацездатний вік |
| -------- | ------- | ------------------ | ---------------- | -------------------- |
| Чоловіки | 25      | 7                  | 15               | 3                    |
| Жінки    | 29      | 8                  | 16               | 5                    |
| Разом    | 54      | 15                 | 31               | 8                    |